# Hypagyrtis globulariae
Hypagyrtis globulariae är en fjärilsart som beskrevs av Guérin-meneville 1844. Hypagyrtis globulariae ingår i släktet Hypagyrtis och familjen mätare. Inga underarter finns listade i Catalogue of Life.